# Девесил
 Тази статия е за вида растения Levisticum officinale.  За рода Levisticum вижте Девесил (род).  За подвида Heracleum sphondylium ssp. sibiricum вижте Сибирски девесил.
Девесилът (Levisticum officinale, алтернативно изписване девисил или дивисил, известен още с наименованията леощян, лющян, селим, селем (погрешно – селен, но възприето така на македонски и сръбски), както и като северна гръкляноглътка) е многогодишно растение, чиито листа се използват за овкусяване на ястия особено в южноевропейската кухня.
На височина достига до 0,5  - 0,6 m. Външно и на вкус прилича донякъде на целината.
Плодът на девесила може да се използва също като подправка. Коренът на девесила се използва като пикочогонно средство.
Родината на девесила е спорна. Някои смятат, че той произхожда от Западна Азия, а други – от Южна Европа. Едно близко растение, Ligusticum scoticum (шотландски девесил, южна носоглътка), вирее в северна Великобритания и по атлантическото крайбрежие на Северна Америка. Девесилът е бил използван още от древните гърци и римляни за подпомагане на храносмилането.

## Класификация
Девесилът е от семейството на магданоза и моркова – Сенникови (Apiaceae).